# Kjalarnes
Cet article concerne la péninsule. Pour le district de Reykjavik, voir Kjalarnes (district).
Kjalarnes est une péninsule dans la Faxaflói (« baie Faxa »), à l'ouest de l'Islande. De nos jours, Kjalarnes a donné son nom à un des districts de la capitale de l'Islande, Reykjavik.
Kjalarnes est surtout connue pour être le lieu où a été fondée vers l'an 900 le thing de Kjalarnes, qui vers 930 organisera la fondation de l'Althing, le parlement islandais encore en activité aujourd'hui.

## Géographie

### Situation
La péninsule de Kjalarnes est située dans le sud-ouest de l'Islande, au nord de la capitale Reykjavik. Située dans la Faxaflói, la péninsule sépare le Kollafjörður, au sud, et le Hvalfjörður, au nord.
Administrativement, Kjalarnes fait partie du district de Kjalarnes, qui appartient à la ville de Reykjavik.

### Géographie urbaine
La majorité de la faible population de Kjalarnes est concentrée dans le hameau de Grundarhverfi. Le village est traversé par la Route 1, qui le relie vers le nord à Akranes par le tunnel du Hvalfjörður, et vers le sud à Mosfellsbær et au centre-ville de Reykjavik.

## Histoire

### Kjalarnesþing
Selon l'Íslendingabók d'Ari Þorgilsson, Þorsteinn Ingólfsson, fils du premier colon islandais Ingólfr Arnarson, fonde Kjalarnesþing (« thing de Kjalarnes ») vers l'an 900,.

### La fondation de l'Alþing
Le thing de Kjalarnes organisa la création de l'État libre islandais à la fin de la colonisation de l'Islande, vers 930.